# Litteraturåret 1936

## Priser och utmärkelser
- Nobelpriset – Eugene O'Neill, USA[1]

## Nya böcker

### A – G
- Barmhärtighet av Jan Fridegård
- Borta med vinden av Margaret Mitchell
- Drakblod av Artur Lundkvist
- Död på krita av Louis-Ferdinand Céline
- För lite av Karin Boye

### H – N
- De levande av Ayn Rand
- Katrina av Sally Salminen
- Mannen utan själ av Pär Lagerkvist
- Mor gifter sig av Moa Martinson
- Nattens broar av Artur Lundkvist

### O – U
- Se dig inte om! av Eyvind Johnson
- Skott i vattenlinjen av Josef Kjellgren
- Skuggan över Innsmouth av H.P. Lovecraft
- Skymningssagor av Gustav Sandgren
- Sorgen och stjärnan av Gunnar Ekelöf
- Statarna (del 1) av Ivar Lo-Johansson
- Stora pengar av John Dos Passos
- Stunder i trädgården av Hermann Hesse
- Tack för himlastegen av Jan Fridegård

### V – Ö
- Våldsam skörd av John Steinbeck
- Vägen ut av Harry Martinson

## Födda
- 8 januari – Hans Nestius, svensk författare och journalist.
- 28 januari – Ismail Kadare, albansk författare.
- 11 februari – Per Clemensson, svensk författare.
- 13 februari – Mona Kalin, svensk författare.
- 1 mars – Jean-René Huguenin, fransk författare
- 5 mars – Margareta Ekarv, svensk författare.
- 9 mars – Allan Rune Pettersson, svensk författare
- 21 mars – Ronny Ambjörnsson, svensk idéhistoriker och författare.
- 28 mars – Mario Vargas Llosa, peruansk författare, nobelpristagare 2010.
- 29 april – Alejandra Pizarnik, argentinsk poet.
- 17 april – Henrik Liljegren, svensk diplomat, talskrivare och författare.
- 13 maj – Heidi von Born, svensk författare och översättare.
- 17 maj – Lars Gustafsson, svensk författare och filosof.
- 14 juni – Irmelin Sandman Lilius, finlandssvensk författare.
- 3 augusti – Gösta Ågren, finlandssvensk poet, regissör och översättare.
- 27 augusti – Kaj Fölster, svensk författare och socionom.
- 5 september – Knuts Skujenieks, lettisk författare, journalist och översättare.
- 10 september – Peter Lovesey, brittisk kriminalförfattare.
- 26 september – Gösta Friberg, svensk författare och översättare.
- 5 oktober – Václav Havel, tjeckisk författare och politiker.
- 15 november – Wolf Biermann, tysk vissångare och författare.

## Avlidna
- 18 januari – Rudyard Kipling, 70, brittisk författare och poet, nobelpristagare 1907.
- 18 juni – Maksim Gorkij, 68, rysk författare.
- 15 augusti – Grazia Deledda, 64, italiensk författare, nobelpristagare 1926.
- 19 augusti – Federico García Lorca, 38, spansk författare (mördad).
- 28 november – Pedro Muñoz Seca, 57, spansk författare (mördad).
- 10 december – Luigi Pirandello, 69, italiensk författare, nobelpristagare 1934.

### Fotnoter
1. ↑  ”Nobelpriset i litteratur”. https://www.nobelprize.org/prizes/lists/all-nobel-prizes-in-literature/. Läst 20 mars 2011.